# Eeyou Istchee
Eeyou Istchee es un territorio equivalente a un municipio del condado regional (TE) de Quebec que está representado por el Gran Consejo de los Cree. El 24 de julio de 2012, el gobierno de Quebec firmó un acuerdo con la Nación Cree que resultó en la abolición del municipio vecino de Baie-James y la creación del nuevo Gobierno Regional de Eeyou Istchee James Bay, proporcionando a los residentes de la vecina Jamésie TE y Eeyou Istchee para gobernar conjuntamente el territorio anteriormente gobernado por el municipio de Baie-James.
La superficie total de Eeyou Istchee es de 5271 km2, aunque el Gran Consejo de los Crees considera Eeyou Istchee como un territorio tradicional contiguo y patria mucho mayor, de 450 000 km2. La población total de la zona era de 14 131 habitantes en 2006, según el censo canadiense de 2006, y el municipio más grande es el de Chisasibi, pueblo cree situado en la orilla sur del río La Grande, cerca de la costa noreste de la bahía James.
El TE de Eeyou Istchee fue creada el 30 de noviembre de 2007 y anteriormente pertenecía al TE de Jamésie. Mientras que la mayor parte de Eeyou Istchee está enclavada en el TE de Jamésie, las tierras reservadas (TC) y el municipio (VC) cree de Whapmagoostui se encuentran al norte del paralelo 55 norte y están enclavados en la ET de Kativik.
Junto con los TE de Jamésie y Kativik, forma la región y la división censal (DC) de Nord-du-Québec.

## Comunidades
A continuación se enumerán las comunidades que forman parte del territorio equivalente de Eeyou Itschee.
| Código del censo       | Nombre                 | Nombre Cree            | Tipo | Población (2011) | Población (2006) | Viviendas totales | Viviendas usada como residencia | Superficie |
| ---------------------- | ---------------------- | ---------------------- | ---- | ---------------- | ---------------- | ----------------- | ------------------------------- | ---------- |
| 2499055                | Chisasibi              | ᒋᓵᓰᐲ                   | VC   | 0                | 0                | 0                 | 0                               | 491.63     |
| 2499814                | Chisasibi              | ᒋᓵᓰᐲ                   | TC   | 4484             | 3972             | 1050              | 923                             | 828.18     |
| 2499045                | Eastmain               | ᐄᔅᒣᐃᓐ                  | VC   | 0                | 0                | 0                 | 0                               | 316.91     |
| 2499810                | Eastmain               | ᐄᔅᒣᐃᓐ                  | TC   | 767              | 650              | 226               | 188                             | 147.47     |
| 2499030                | Mistissini             | ᒥᔅᑎᓯᓃ                  | VC   | 0                | 0                | 0                 | 0                               | 514.30     |
| 2499804                | Mistissini             | ᒥᔅᑎᓯᓃ                  | TC   | 3427             | 2897             | 952               | 845                             | 865.76     |
| 2499040                | Nemaska                | ᓀᒥᔅᑳᐤ                  | VC   | 0                | 0                | 0                 | 0                               | 51.18      |
| 2499808                | Nemaska                | ᓀᒥᔅᑳᐤ                  | TC   | 712              | 642              | 226               | 200                             | 96.57      |
| 2499818                | Oujé-Bougoumou         | ᐆᒉᐳᑯᒨ                  | TC   | 725              | 606              | 251               | 183                             | 2.54       |
| 2499035                | Waskaganish            | ᐙᔅᑳᐦᐄᑲᓂᔥ               | VC   | 0                | 0                | 0                 | 0                               | 277.76     |
| 2499806                | Waskaganish            | ᐙᔅᑳᐦᐄᑲᓂᔥ               | TC   | 2206             | 1864             | 496               | 467                             | 505.37     |
| 2499010                | Waswanipi              | ᐙᔂᓂᐲ                   | VC   | 0                | 0                | 0                 | 0                               | 211.52     |
| 2499802                | Waswanipi              | ᐙᔂᓂᐲ                   | TC   | 1777             | 1473             | 513               | 413                             | 415.64     |
| 2499050                | Wemindji               | ᐐᒥᓂᒌ                   | VC   | 0                | 0                | 0                 | 0                               | 171.06     |
| 2499812                | Wemindji               | ᐐᒥᓂᒌ                   | TC   | 1378             | 1215             | 377               | 333                             | 377.95     |
| 2499070                | Whapmagoostui          | ᐙᐱᒫᑯᔥᑐᐃ                | VC   | 0                | 0                | 0                 | 0                               | 122.53     |
| 2499816                | Whapmagoostui          | ᐙᐱᒫᑯᔥᑐᐃ                | TC   | 874              | 812              | 221               | 206                             | 189.88     |
| Total de Eeyou Istchee | Total de Eeyou Istchee | Total de Eeyou Istchee | TE   | 16350            | 14131            | 4312              | 3758                            | 5586.25    |

El TE de Eeyou Istchee está gobernado por el Gran Consejo de los Crees del Gobierno de la Nación Cree. Consta de las siguientes unidades municipales:
- las tierras reservadas cree enumeradas anteriormente (con el código = TC, terre réservée crie):
- los municipios de aldea cree enumerados anteriormente (con el código VC, municipalité de village cri)

De forma un tanto confusa, la Comisión de Toponimia de Quebec se refiere a las tierras reservadas a los Cree como «pueblos Cree» (village cri), a diferencia de los «municipios de pueblo Cree» (municipalité de village cri). Sin embargo, desde un punto de vista práctico esto tiene sentido, ya que la población reside en estas tierras reservadas.